# Lenin (quebra-gelo)
Lenin (em russo:  Ленин) é um quebra-gelo nuclear soviético, atualmente descomissionado. Lançado em 1957, foi o primeiro navio nuclear e a primeira embarcação civil nuclear do mundo. O Lenin entrou em operação em 1959 e trabalhou abrindo as rotas marítimas para os navios de carga ao longo do litoral note da Rússia. A embarcação foi oficialmente descomissionada em 1989. Mais tarde ele foi convertido em um navio museu e agora permanecem em Murmansk.

## Propulsão
Sua última configuração (dois reatores nucleares), os reatores forneciam vapor para quatro turbinas, que eram conectadas a geradores com três conjuntos de motores elétricos que forneciam energia as suas três hélices

## Acidentes nucleares
Quando lançado em 1957, o Lenin possuia três reatores OK-150
Em fevereiro de 1965, houve um acidente que levou a perda do líquido refrigerante dos reatores. Depois de ter sido desligado para reabastecimento, o líquido refrigerante foi retirado do reator número 2 antes da remoção do combustível nuclear usado. Como resultado, alguns dos elementos do combustível fundiram e deformaram o interior do reator. Isso foi descoberto quando os elementos usados foram descarregados para armazenagem e eliminação. 124 elementos de combustível (cerca de 60% do total) ficaram presos no núcleo do reator. Foi decidido que deveriam ser removidos o combustível, a grade de controle e as Hastes de controle para eliminação. Eles foram acondicionados em um barril especial, armazenado por dois anos e depois jogados na Tsivolki Bay (próximo ao arquipélago de Novaya Zemlya) em 1967.
O segundo acidente aconteceu devido a um vazamento no sistema de refrigeração em 1967, pouco após o reabastecimento. A procura pelo vazamento exigiu quebrar o concreto e o escudo biológico com o uso de marretas. Após descoberto o vazamento, ficou comprovado que os danos feitos pelos golpes de marreta eram irreparáveis e então foram removidos os três reatores e substituídos por dois reatores OK-900. O serviço foi finalizado em 1970.

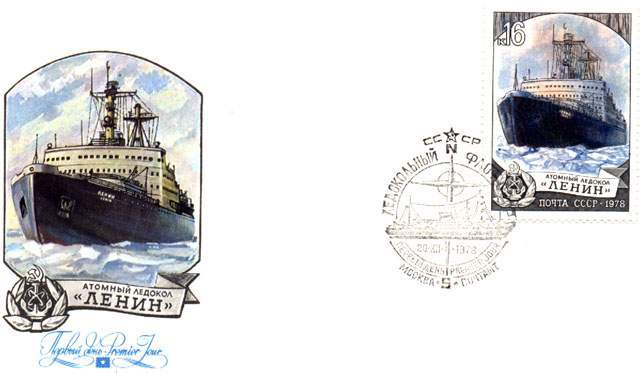
Selo postal com o quebra-gelos "Lenin"

## Descomissionamento
Lenin foi descomissionado em 1989 devido o desgaste do casco junto a fricção do gelo. Ele foi ancorado em Atomflot, uma base para quebra-gelos nucleares em Murmansk e de acordo com o Pravda foi reparado e sua conversão em um navio museu foi terminada em 2005.